# Lecionário 1602
O Lecionário 1602 (designado pela sigla ℓ 1602 na classificação de Gregory-Aland) é um antigo manuscrito do Novo Testamento, paleograficamente datado do Século VIII d.C.[a]
Este codex contém lições dos evangelhos de Mateus, Marcos, Lucas e João (conhecido como Evangelistarium). O manuscrito foi escrito em unciais e apresenta dois finais para o Evangelho segundo Marcos (como o Codex Regius, o Codex Athous Lavrensis, os minúsculos 274 e 579 e os unciais 83 e Uncial 99)[a]. Foi escrito em grego e copta, e actualmente se encontra na Universidade de Michigan.